# آلفين تشنغ
آلفين تشنغ (بالصينية: 鄭錦滿) هو سياسي صيني، ولد في 23 يونيو 1988 بشاوزو في الصين. حزبياً، نشط في Civic Passion ‏.